# プラチナ世代
プラチナ世代（プラチナせだい）は、渡辺淳一が、シルバー世代に代わる名前として用いた造語である。また、女子ゴルフなどの一部のスポーツ界においても、注目されている世代に対して使用されることがある。

## 概要
渡辺淳一がエッセイ『熟年革命』で用いた造語であり、元気でアクティブな高齢者を指す言葉として使用されている。シルバーというほど地味でもなく、色あせず長年輝き続けるという意味で使われる。
日本の女子ゴルフにおいて2000年度生まれの選手をプラチナ世代（もしくはミレニアム世代）と呼ぶことがある。
日本のサッカー選手において、2005年に韓国で開催されたMBC国際ユーストーナメントでU-13日本代表として出場して優勝した選手層に対しても呼ばれていた。詳しくは黄金世代#黄金世代後の世代を参照。
日本の野球選手においても、1988年度生まれのプロ野球選手はプラチナ世代と呼ばれていた。

## 引用
1. ↑  高齢者特集No.12 『戸田のプラチナ世代（1）』
2. ↑  社会参加や社会貢献をお考えの“プラチナ世代”のための相談窓口開設
3. ↑  プラチナ世代
4. ↑  “黄金世代に続け! 大注目の“プラチナ世代”…みなさんどれくらい知ってる?”. ゴルフ情報 ALBA.Net. 2020年10月4日閲覧。
5. ↑  加藤コミッショナー、プラチナ世代に期待 SANSPO.COM 2012年11月23日